# Ni'matullāhī

Nimatullahi ou Ni'matullāhī ou Ne'matollāhī (em persa: نعمت‌اللهی) (transliterado para o espanhol pela ordem como Nematollahí) é uma ordem Sufi ( tariqa ) originária do Irã e é assim denominada por perpetuar em sua denominação o nome do seu fundador Xá Nimatullahi Wali, que viveu no final do século XIV. Nimatullahi significa "a graça de Deus".
O Sufismo é uma das dimensões místicas Islã  e consequentemente tem suas origens ligadas aos ensinamentos do Alcorão e do Profeta Muhammad (Maomé em português) a partir de uma perspectiva mais interna e espiritual da religião. Os adeptos do sufismo se organizam por meio de ordens, que são lideradas por mestres ou Xeiques que possuem autorização para transmitir o conhecimento desta ciência islâmica.
A mensagem do Xá Nimatullah tornou-se muito popular e atraiu discípulos de todo o Irã e Índia porque foi capaz de integrar a vida social e espiritual de um praticante sufi. Xá Nimatullahi foi um discípulo do Mestre Sufi ʿAbd-Allah Yefâ'î, (da ordem sufi Suhrawardiyya) o que lhe permitiu participar da cadeia de sucessão Silsilah (que é a cadeia de sucessão iniciática de mestres sufis onde os ensinamentos esotéricos e espirituais islâmicos de uma tradição são transmitidos e continuados) que hoje é representada pelo atual mestre da Ordem, Reza 'Ali Shah (Dr. Alireza Nurbakhsh), nesta função desde 2008.
Nesta sucessão regular, levando em consideração o início das ordens sufis a  partir da perspectiva xiita de considerar o sucessor do Profeta Muhammad, (seu genro), Ali ibne Abi Talibe, até o Xá Nimatullah, se contariam 21 mestres, ou seja, se consideram tais mestres nesta linha sucessória ligados diretamente ao próprio Profeta.
A Ordem Nimatullahi, enquanto Tariqa (termo árabe que denota a ideia de caminho ou via e que é utilizado para designar uma ordem sufi) baseia-se na metodologia de seu fundador, (que são perpetuadas através destas correntes de transmissão dos seus ensinamentos), as quais atuam de forma semelhante aos madhabs (escolas ou correntes de interpretação da jurisprudência islâmica, ou fiqh ) no sentido de perpetuarem os ensinamentos Shah Nimatullah, atuando como uma escola, tradição espiritual.

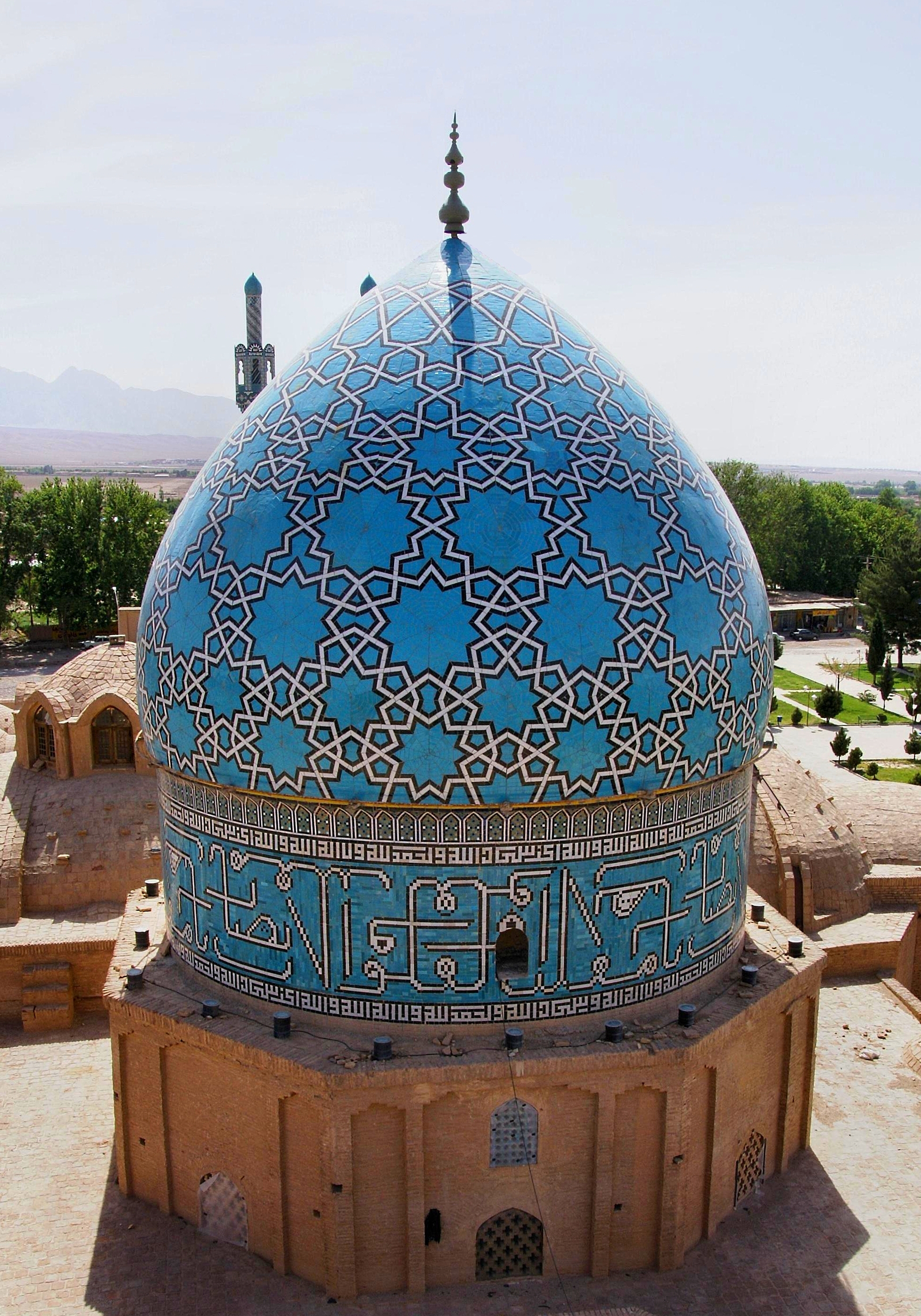
Mausoléu do Xá Nematollah Vali localizado na cidade de Mahan no Irã

## Principais Aspectos
A metodologia do Xá Nimatullah se constituiu a partir do seu posicionamento de rejeitar o isolamento, o ascetismo e a natureza divisiva de muitas comunidades sufis de sua época e, em vez disso, encorajou os seus seguidores a “abraçar vidas de ocupação construtiva” nos seus empregos, famílias e na sociedade em geral.
A atividade espiritual dentro da Ordem consistia em uma combinação de dhikr (lembrança de Deus), auto-exame e meditação. A Ordem permaneceu principalmente no Irã e na Índia pelos seis séculos seguintes, até a nomeação do Dr. Javad Nurbakhsh como Mestre da Ordem em 1953, (que é pai biologico do mestre atual da Ordem) 

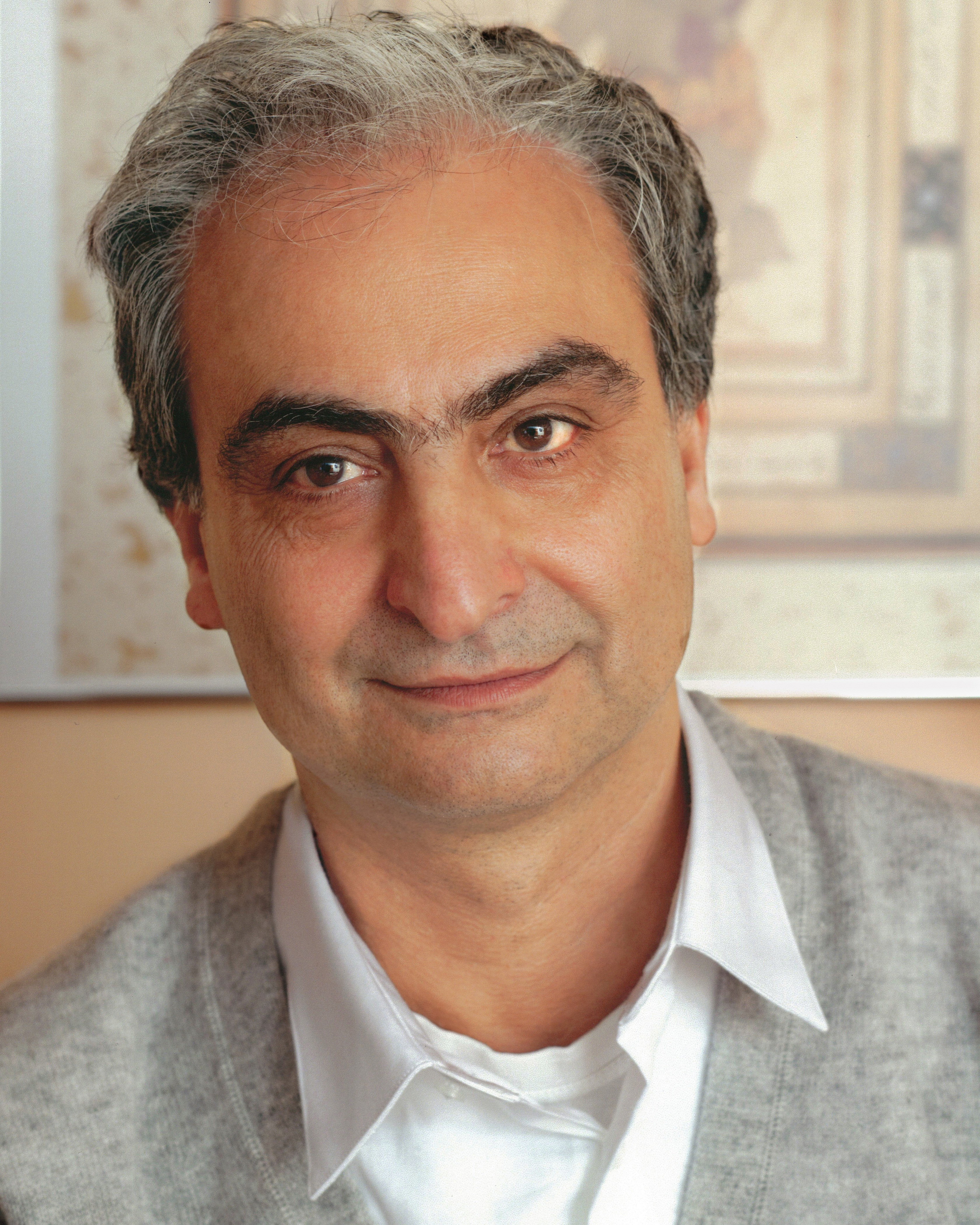
Alireza Nurbakhsh atual mestre da Ordem Nimatullahi

De maneira geral, o método espiritual da Ordem Nematollahi, além de se basear na prática da recordação contínua do nome de Deus (dhikr) em palavras, pensamentos e ações, preconiza a reflexão (fekr), a autoavaliação (moh-asebah), a meditação (moraqebah) e a ainvocação (werd).
Segundo o Dr. Alireza Nurbakhsh, em artigo para a revista Sufi (revista trimestral oficial da Ordem Nimatullahi, traduzida em diversos idiomas) os principais aspectos sociais e éticos, assim como algumas regras e normas que se seguem em seus centros espirituais (j-anaq-ah) são:
a) Os mestres da Ordem iniciam e guiam todos os buscadores sinceros, sem rechaçar ninguém.
b) Preferência da prática dhikr de coração em  relação ao dhikr vocal durante as reuniões da Ordem.
c) Apoio a paz, a fraternidade e a igualdade entre todos os dervixes da ordem. Em particular não se fazem distinção entre homens e mulheres.
d) Grande respeito as pessoas de todas as crenças e culturas, dedicando a sua vida a bondade e ao serviço de todas as criaturas de Deus.
e) Rejeição da vida solitária, dando-se preferência a interiorização na companhia de outros. Ocorrem entretanto algumas exceções como, como por exemplo, quando se sugere a  alguém que faça um retiro, como modo de terapia, para recuperar sua saúde psicológica.
f) Exigência dos dervixes exercerem alguma atividade construtiva, desaconselhandoa inatividade.
g) Usar roupa normais, de modo que o sufí não se converta em um centro de atenção nem se torne propenso a afetações.
h) Os mestres da Orden nunca recebem nem entregam dinheiro a seus seguidores. Não se exige aos discípulos o pagamento de nenhum valor, e qualquer aporte que se realize é usado para a manutenção do centro e o conjunto da comunidade.
i) Os assuntos, tanto materiais como espirituais, dos j-anaq-ahes dirigem-se normalmente para os Xeiques designados pelo Mestre da Ordem. Quando não há um Xeique, o Mestre designa uma pessoa para atuar nesses assuntos.
j) Em certas ocasiões, como em viagens ou refeições na companhia do Mestre ou de um Xeique, se designam determinadas pessoas como servidores, o quais são selecionados a partir do seu desenvolvimento espiritual na Senda. Os dervixes Nimatullahi consideram o servir outras pessoas como uma oportunidade de progressão espiritual.
k) Quando os dervixes reúnem-se ou vivem juntos, as relações entre eles se baseiam na igualdade. De fato, nenhum sufí pode dar ordens aos demais, e a contribuição de cada um depende de sua capacidade.
A Ordem Sufi Nimatullahi é uma disciplina espiritual dedicada ao serviço altruísta e ao amor a todos os seres humanos. Os princípios orientadores da Ordem Sufi Nimatullahi estão firmemente enraizados na tradição da cavalaria (futuwwa em árabe e javanmardi em persa) do Oriente Médio. Estes princípios presentes desde a sua fundação são uma característica essencial da sua natureza constitutiva.

## Contexto Atual
Com a nomeação do Dr. Javad Nurbakhsh (1926-2008), se iniciaram esforços expansivos para difundir a Ordem a nível mundial. Desde o início de seu trabalho, o Dr. Nurbakhsh fundou mais de 100 centros em cerca de 30 países em 5 continentes. Fundando seus primeiros centros nos EUA em Nova York, São Francisco e Boston. Embora reconheçam as suas raízes islâmicas, estes centros não promovem nenhuma religião institucionalizada e sempre estão abertos a todos os que estão interessados em encontrar a verdade através do amor a Deus.

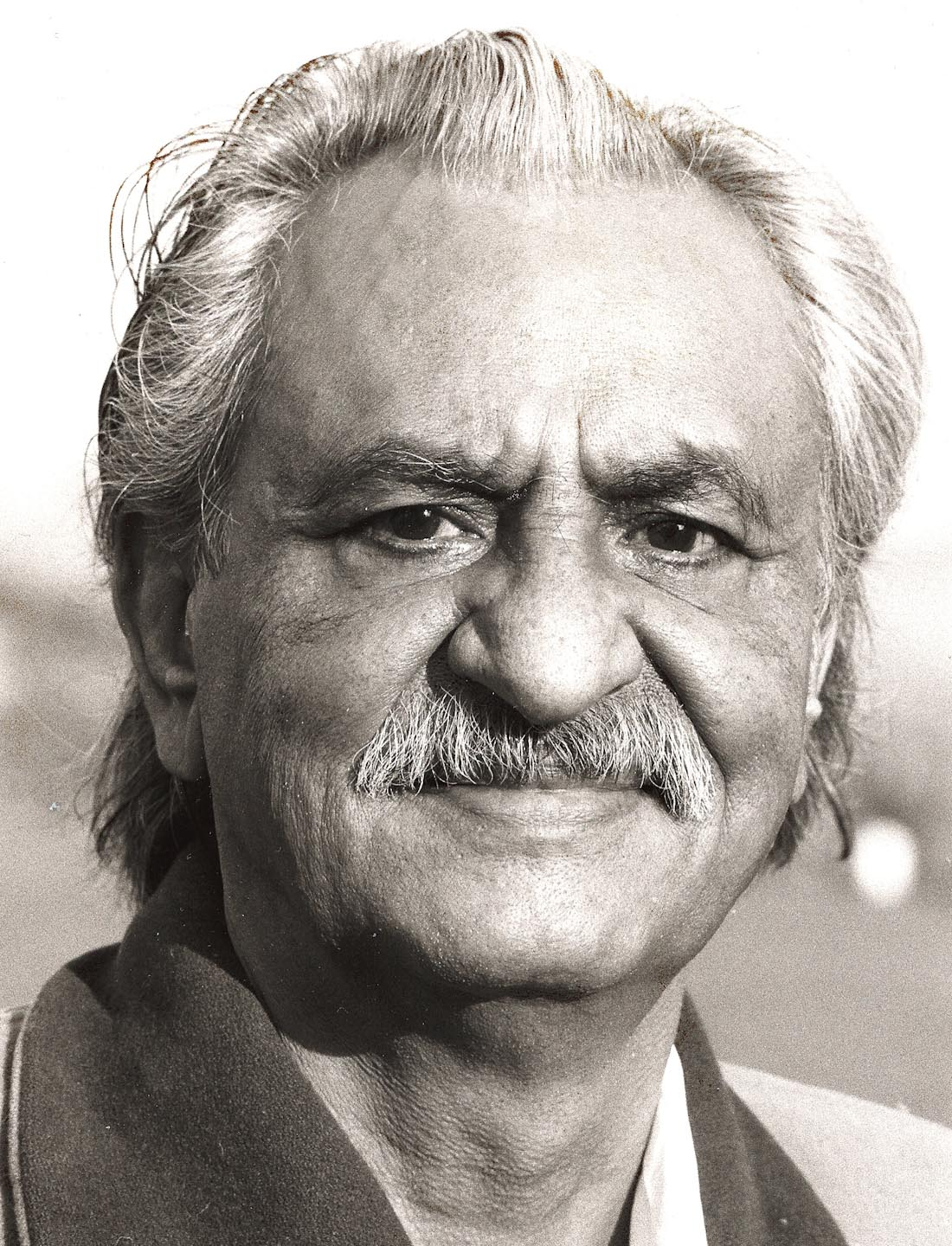
Imagem do Dr. Javad Nurbakhsh (1926-2008)

Entre as instituições de caridade da ordem Nimatollahi, a Sufi Service Center, (Comitê de serviço Sufi) é a responsável pelos diversos projetos sociais que ocorrem nos diferentes países em que atua, proporcionando alimentos, roupas e outras formas de assistência como voluntariado para apoiar eventos e projetos de educação, atividades de capacitação e de assistência técnica.
A Ordem Nimatullahi permanece ativa no Irã e se declara como uma autêntica ordem Sufi com mais de 700 anos de existência contínua. Seus centros ao redor do mundo apoiam os praticantes do caminho místico.” De acordo com Moojan Momen, existiam no Irã no ano de 1980 entre 50.000 e 350.000 de Nimatullahis.
A emigração de do Dr. Javad Nurbakhsh (Mestre da Ordem) e de outros dervixes após a Revolução Iraniana de 1979, atraiu para tariqa muitos seguidores de fora do Irã, principalmente da Europa, África Ocidental e América do Norte, desde então a ordem vem estabelecendo diversos projetos de caridade em cada um dos seus centros sufis espalhados pelo mundo.